# Shima-uta
Shima-uta (jap. 島唄 oder シマ唄) bezeichnet die Volkslieder der Amami-Inseln in der japanischen Präfektur Kagoshima. Ursprünglich bedeutet Shima im Amami-Dialekt Dorf, Siedlung oder Heimat. In den einzelnen Dörfern Amamis waren unterschiedliche Lieder bekannt, und weitverbreitete Lieder variierten im Text. Shima-uta heißt daher so viel wie Heimatlied.
Im Gegensatz dazu heißt Shima auf Japanisch Insel, und unter Shima-Uta werden daher Insellieder verstanden, d. h. die Lieder von ganz Okinawa. Auch heute gibt es eine Vielfalt von Komponisten, die im Zu- oder Vollerwerb solche Insellieder produzieren.

## Shima-uta vonThe Boom
Die Band The Boom, deren Mitglieder hauptsächlich aus der Präfektur Yamanashi in der Nähe von Tokio stammen, landete mit Shima-Uta 1992 einen großen Hit. Dabei handelt es sich um eine musikalische Imitation des Okinawa-Stils (u. a. Verwendung von Ryūkyū-Dialekt, eine für Okinawa typische Tonfolge, Instrumente wie Shamisen).
Der Text handelt davon, dass die Deigo-Bäume in der Blüte stehen und ein Sturm aufzieht. Zwei Menschen sagen sich im Zuckerrohrfeld (うーじぬ森, Ūji nu Mori) lebewohl.
Es handelt sich dabei um eine sehr direkte Anspielung auf die Schlacht um Okinawa. Die Deigo-Bäume blühen im April und Mai. Der Sturm bezieht sich auf den Sturm aus Stahl, wie auch die Schlacht in Okinawa bezeichnet wird.
Es war den meisten Menschen damals auch bewusst, dass sie sterben würden, wenn sie auf der Insel blieben.
Der Erfolg ist teilweise dem Okinawa-Mythos in Japan zu verdanken. Verschiedene Sehnsüchte nach Exotik, Ursprünglichkeit oder ähnlichem finden mit Okinawa eine Projektionsfläche.
Die Menschen in Okinawa sahen das Lied zunächst sehr kritisch, da sie den Ausverkauf ihrer eigenen Kultur und den politisch-historischen Missbrauch durch die Japaner befürchteten.
Es existieren verschiedene Versionen und Coverversionen.
- Eine Uchinaguchi-Version mit traditionellen Instrumenten; der Verkauf war zuerst beschränkt auf die Präfektur Okinawa. Dieser Song fand in Okinawa Verwendung in einem TV-Werbespot für Awamori-Schnaps.
- Eine Original-Version, die in ganz Japan verkauft und zu einem großen Hit wurde.
- Vermutlich durch die in Südamerika lebende japanischstämmige Bevölkerung wurde Shima-uta auch dort bekannt und in Folge vom Argentinier Alfredo Casero gecovert, der mit diesem Lied monatelang in den argentinischen Hitparaden war. Diese Coverversion wurde als Anfeuerungslied für die argentinische Fußballnationalmannschaft bei der Weltmeisterschaft 2002 in Japan und Südkorea verwendet und sogar in den Stadien von den Argentiniern gesungen.
- Alfredo Casero und The Boom nahmen aufgrund des großen Erfolges in Argentinien gemeinsam eine neue Version des Liedes auf.
- Die japanische Sängerin Rimi Natsukawa (夏川りみ), die im Okinawa-Stil singt, veröffentlichte auf ihrem Album Tīda (てぃーだ) im Jahr 2002 eine balladenhafte Version.
- Fish Leong (梁靜茹), eine Chinesin aus Malaysia, veröffentlichte im Jahr 2003 auf ihrem Album Die Macht der Liebe (恋爱的力量) das Lied Will nicht schlafen (不想睡), welches die Melodie von Shima-uta verwendet (genauer gesagt, die Version von Rimi Natsukawa), allerdings einen anderen Text unterlegt.
- Eine russische Cover-Version aus dem Jahre 2004 stammt von der Sängerin Diana Arbenina.